# Kościół Matki Bożej Fatimskiej w Białymstoku
Kościół Matki Bożej fatimskiej w Białymstoku – rzymskokatolicki kościół parafialny należący do parafii pod tym samym wezwaniem (Dekanat Białystok – Białostoczek archidiecezji białostockiej).
Projekt wybudowania świątyni to pomysł proboszcza parafii Wniebowzięcia Najświętszej Maryi Panny (czyli katedralnej) księdza Antoniego Lićwinki, który podjął uwieńczone powodzeniem zabiegi o pozyskanie placu pod przyszłą świątynię przy skrzyżowaniu ulic Kraszewskiego i Próżnej. Projekt przewidywał przekazanie przez miasto archidiecezji wspomnianego wyżej placu oraz budynku przy ulicy Warszawskiej 50 w zamian za plac kościelny należący do parafii katedralnej przy ulicy Świętokrzyskiej. Tytuł świątyni był następstwem peregrynacji figury Matki Bożej Fatimskiej w archidiecezji białostockiej w dniach 16–23 marca 1996 roku. Potrzebę kościoła pod tym wezwaniem, jako wotum wdzięczności, zasugerowała Rada Kapłańska Archidiecezji Białostockiej. Plac pod budowę świątyni został poświęcony w dniu 13 września 1999 roku. Pierwsza msza święta została odprawiona przez arcybiskupa Stanisława Szymeckiego, który w dwa tygodnie później, 28 września 1999 roku, wystawił dokument, mocą którego erygował parafię Matki Boskiej Fatimskiej, której terytorium wydzielono z parafii katedralnej. Pierwszym proboszczem został mianowany ksiądz Jan Grecki. Natychmiast rozpoczął on budowę świątyni według projektu inżyniera architekta Andrzeja Nowakowskiego. Prace postępowały bardzo szybko, tak, że już 25 grudnia 1999 roku w kaplicy urządzonej w dolnej części świątyni została odprawiona pierwsza msza święta – pasterka. Kamień węgielny górnej świątyni został poświęcony przez arcybiskupa Wojciecha Ziembę w dniu 13 maja 2002 roku. Prace budowlane trwały do 2011 roku. 22 października 2011 roku kościół został poświęcony przez arcybiskupa Edwarda Ozorowskiego. Wciąż trwały prace nad wyposażeniem wnętrza. W 2011 roku zostały zainstalowane 17-głosowe organy, które zostały uruchomione i poświęcone 20 grudnia tego samego roku. Zainstalowane zostało również ogrzewanie. Bryła świątyni nawiązuje do form romańskich. Wnętrze w nurcie ekspresyjno-dekoracyjnym poprzez kryształowe sklepienie odwołuje się do gotyku i modernistycznej świątyni św. Rocha w Białymstoku. Ołtarz z białego marmuru kararyjskiego, stacje Drogi Krzyżowej i szereg innych elementów wystroju kościoła zostało wykonanych według projektu Tomasza Czajkowskiego i Michała Jackowskiego.